# Ilha da Paz
A  Ilha da Paz é uma ilha brasileira que fica no município de São Francisco do Sul, no Estado de Santa Catarina
A Ilha da Paz é a maior ilha oceânica do Arquipélago das Graças. Situada no litoral norte do Estado de Santa Catarina, próxima ao canal de acesso à Baía da Babitonga, mede 920 metros de extensão no sentido norte-sul e 420 metros de largura no sentido leste-oeste e tem a área de 218.000 metros quadrados. Seu solo é coberto de espessa vegetação de porte médio, notando-se grande quantidade de rochas brutas na sua constituição. O terreno é bastante acidentado, alcançando 70 metros na sua maior altitude.
Nesta ilha está instalado um farol para sinalizar o acesso à Baía da Babitonga.

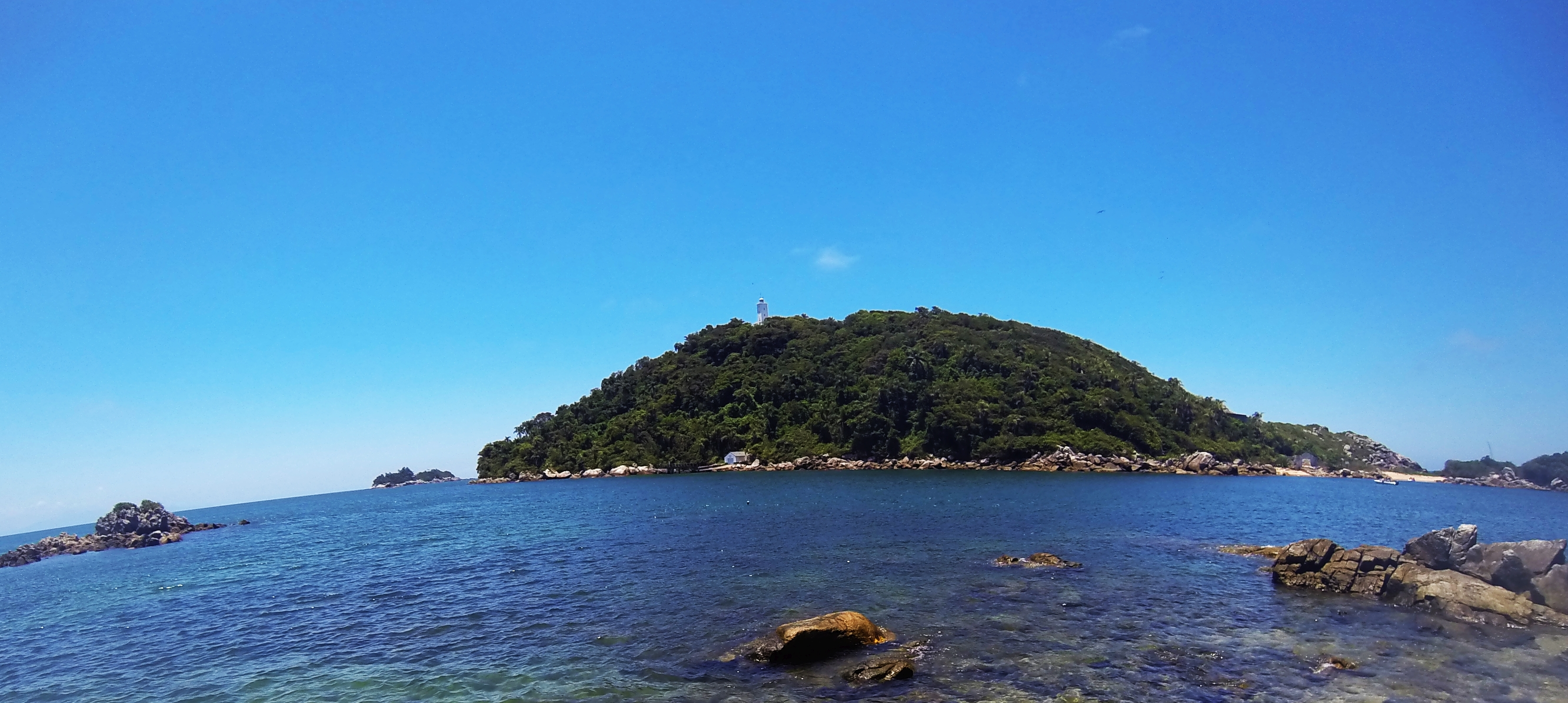
vista geral da Ilha da Paz